# Palophinae
A Palophinae a rovarok (Insecta) osztályának a botsáskák (Phasmatodea) rendjéhez, ezen belül a Diapheromeridae családjához tartozó alcsalád.

## Rendszerezés
Az alcsaládba az alábbi nemek tartoznak:
- Bactrododema típusnem Stal, 1858
- Dematobactron